# Nemano
Secondo il mito di Iside e Osiride, Nemano era moglie di Malcandro, re di Biblo. 

## Mito
Il re di Biblo accolse la dea Iside mentre era alla ricerca della bara contenente il corpo di Osiride. La bara infatti era stata gettata dal mare sulle coste del regno di Biblo e si era adagiata su albero che, crescendo, l'aveva sollevata dalla terra. Quest'albero era stato abbattuto e utilizzato per sostenere il tetto del palazzo del re Malcandro. 
Iside, giunta a Biblo, cercò di entrare in rapporto con le serve del palazzo, quindi regalò loro un profumo per i capelli. Questo profumo emanava un odore così dolce che attirò le attenzioni della regina Nemano, la quale volle subito conoscere la donna capace di dispensare tali profumi. Tra le due nacque un rapporto di tale fiducia che la regina prese Iside, travestita da comune mortale, come nutrice di suo figlio. 
La dea decise di rendere il bambino immortale, e per far questo lo pose sui carboni ardenti, dopo averlo nutrito ponendogli un dito in bocca. La dea intanto assunse la forma di una rondine, cominciando a volteggiare attorno alla colonna che sosteneva la bara di Osiride. 
Una notte fu sorpresa da Nemano, che emise un grido di angoscia alla vista del figlio steso sui carboni ardenti. Iside si fece riconoscere immediatamente, ma avvertì la madre che suo figlio non sarebbe più diventato immortale, rivelando nel frattempo la ragione della sua presenza a Biblo, e subito le fu restituita la bara con dentro il corpo di Osiride.